# Notre Dame-zárdatemplom
A Notre Dame-zárdatemplom római katolikus templom Temesvár Józsefváros városrészében. A Temesvár IV. – józsefvárosi plébániához tartozik; Jézus szíve tiszteletére szentelték. Műemléki védettséget élvez a Józsefváros régi városnegyed városi helyszín (Situl urban „Vechiul cartier Iosefin”) részeként; ez a romániai műemlékek jegyzékében a TM-II-s-B-06098 sorszámon szerepel.
Jelenleg hetente egyszer, vasárnap 8 órakor tartanak szentmisét három – magyar, német és román – nyelven. A nyelvek használata a szentmisén belül körforgásban változik, de a prédikáció háromnyelvű, ami bánsági sajátosság. Emellett a temesvári bolgár nyelvű közösség használja, így bolgár szentmiséket is tartanak vasárnaponként.

## Történelem

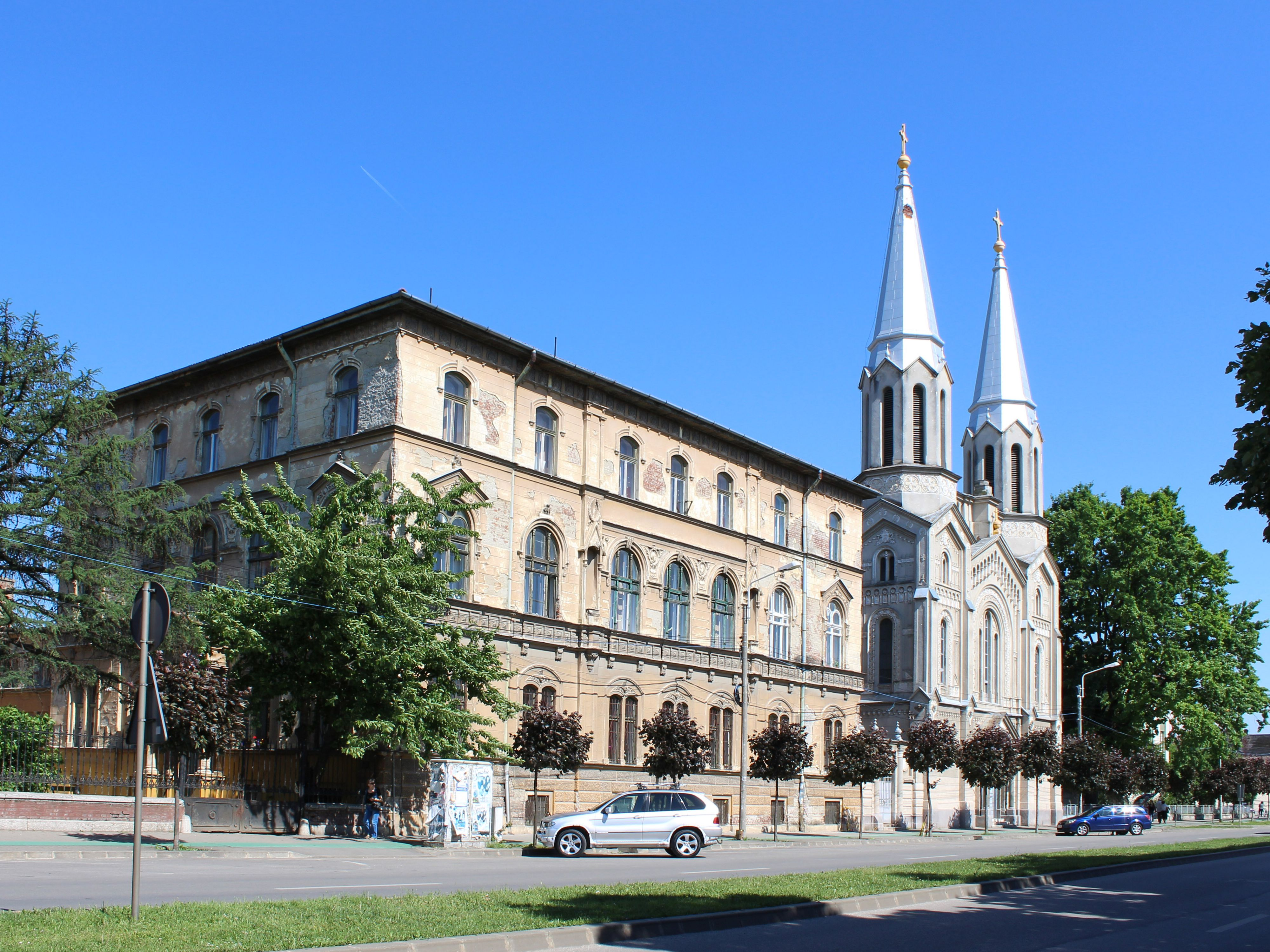
A Miasszonyunkról Nevezett Szegény Iskolanővérek egykori kollégiuma és a Notre Dame-zárdatemplom

Magyarországon itt telepedett meg először, 1858-ban a Miasszonyunkról Nevezett Szegény Iskolanővérek rendje. Egykori kolostorukhoz – melyet Bonnaz Sándor püspök 100 000 forintos adományából építettek  – tartozik az 1894-ben Reiter Ede tervei alapján, neoromán stílusban épült Notre Dame-zárdatemplom.
A szerzetesrendeket 1948-ban betiltották, az iskolákat államosították. Az iskolanővérek a forradalom után, 1992-ben tértek vissza Temesvárra.
A zárda lelki igazgatója (spirituálisa) 1904-től 1910-ig Fiedler István, 1911-től 1914-ig Plesz József volt.